# Beka Gigashvili

a Compétitions nationales et continentales officielles uniquement.

b Matchs officiels uniquement.
Dernière mise à jour le 15 mai 2021.
Beka Gigashvili (en géorgien : ბექა გიგაშვილი), né le 17 février 1992 à Tbilissi, est un joueur international géorgien de rugby à XV, évoluant au sein de l'effectif du RC Toulon depuis 2019. Il occupe la position de pilier droit.

## Carrière

### En club
Après avoir débuté le rugby sur le tard, à l'âge de vingt ans, Beka Gigashvili rejoint le club du Spartak GM, à Moscou, puis retourne en Géorgie.
Entre 2015 et 2017, il joue au SO Chambéry en Fédérale 1. Vainqueur du Trophée Jean-Prat lors de la première saison, il dispute l'année suivante la finale d'accession à la Pro D2 contre l'USON Nevers, perdue au meilleur des deux matchs (28-19 puis 9-35).
Gigashvili s'était auparavant engagé pour deux saisons avec le FC Grenoble le 21 novembre 2016, qu'il rejoint à partir de la saison 2017-2018, profitant des liens entretenus par les deux clubs (entraînements communs, échanges entre les deux staffs techniques…). Il prend le même chemin que son entraîneur à Chambéry Cyril Villain, nommé entraîneur adjoint au FC Grenoble, responsable de la défense et de la vidéo. Régulièrement utilisé lors de la première partie de saison de l'équipe iséroise, Gigashvili est contraint de mettre un terme à la seconde sur blessure dès le mois de mars. Le Géorgien assiste ainsi des tribunes à la remontée du club en Top 14, grâce à sa victoire au barrage d'accession au Top 14 » contre Oyonnax le 12 mai 2018.
De retour à l'entraînement à l'été 2018, Gigashvili dispute son premier match de Top 14 le 15 septembre sur le terrain de Castres, lors de la 4e journée (défaite 29-13). Avec seulement cinq victoires en vingt-six rencontres, Grenoble redescend immédiatement en Pro D2 à l'issue de la saison 2018-2019, après un match de barrage perdu à Brive (28-22). L'international géorgien aura joué au total quinze matchs, dont quatre en tant que titulaire, et deux de plus en Challenge européen.
En juin 2019, Beka Gigashvili est libéré par le FC Grenoble contre une indemnité de 20 000 euros pour rejoindre le RC Toulon pour 3 ans.
Le 9 novembre 2023, il prolonge son contrat avec le RC Toulon jusqu'en juin 2027.

### En équipe nationale
Beka Gigashvili est convoqué pour la première fois avec l'équipe de Géorgie lors de sa tournée automnale de 2018. Il reçoit sa première cape lors du deuxième test match, le 17 novembre, en sortant du banc à la 48e minute à la place de Davit Kubriashvili contre les Samoa.
L'année suivante, il fait ses débuts dans le Championnat européen, qu'il remporte avec la Géorgie.
Quelques mois plus tard, il est sélectionné par Milton Haig pour disputer la Coupe du monde au Japon. Il y joue trois matchs sur quatre, tous en tant que titulaire, et la Géorgie est sortie dès le premier tour.

## Palmarès

### En club
- Trophée Jean Prat :
  - Vainqueur (1) : 2016 avec le SO Chambery
- Championnat de France de Pro D2 :
  - Vice-champion (1) : 2018 avec le FC Grenoble
- Barrage d'accession au Top 14 :
  - Vainqueur (1) : 2018 avec le FC Grenoble
  - Finaliste (1) : 2019 avec le FC Grenoble
- Challenge européen/Cup :
  - Finaliste (1) : 2020 et 2022 avec le RC Toulon
  - Vainqueur (1) : 2023 avec le RC Toulon

### En sélection
- Vainqueur du Championnat d'Europe en 2019 avec la Géorgie.